# Axioma del conjunto vacío
En teoría de conjuntos, el axioma del conjunto vacío es un axioma que postula la existencia de un conjunto vacío, es decir, un conjunto sin elementos.

## Enunciado
| Axioma del conjunto vacío {\displaystyle \exists A:\forall B\,,\,B\notin A} |

Mediante el axioma de extensionalidad puede demostrarse que solo existe un conjunto sin elementos (ya que un conjunto se define únicamente por estos), por lo que puede hablarse con propiedad del conjunto vacío:
| {\displaystyle \varnothing =X\,\|\,\forall B,B\notin X} |

## Consistencia relativa
El axioma del conjunto vacío (CV) es el único axioma de la teoría de conjuntos de Zermelo-Fraenkel (ZF) y de la teoría de Von Neumann-Bernays-Gödel (NBG) que postula directamente la existencia de un conjunto, junto con el axioma del infinito. Precisamente este último hace innecesario CV, pues postula también la existencia de ∅. En general, en presencia de un axioma que postule la existencia de algún conjunto (como ocurre en lógica, donde la existencia de al menos un objeto a veces está garantizada) CV se vuelve redundante mediante el axioma de separación: basta con construir un subconjunto cuyos elementos cumplan una propiedad contradictoria. 